# Белый, Алексей Петрович
Бе́лый Алексе́й Петро́вич (род. 1 мая 1961, Каменка, Днепропетровская область) — украинский промышленник и политик, генеральный директор Мариупольского металлургического комбината «Азовсталь». Народный депутат Украины V, VI, VII и VIII созывов.

## Биография
Родился 1 мая 1961 года в селе Каменка Апостоловского района Днепропетровской области.
В 1988 году окончил Днепропетровский металлургический институт.
В 1982—1988 годах работал на Криворожском коксохимическом заводе: от слесаря-монтажника до заместителя начальника цеха по производству.
В 1988—1998 годах работал на Енакиевском коксохимическом заводе (Енакиево): от начальника коксового цеха до директора предприятия.
В 1998—2000 годах — председатель набдюдательного совета Енакиевского металлургического завода.
В 2000—2002 годах — заместитель председателя Донецкой государственной областной администрации.
В 2002—2006 годах — генеральный директор Мариупольского металлургического комбината «Азовсталь».

## Политическая деятельность
С мая 2006 года — народный депутат Украины V созыва (избран по списку Партии регионов под № 31), председатель подкомитета по вопросам промышленной политики комитета Верховной рады Украины по вопросам промышленной и регуляторной политики и предпринимательства.
С ноября 2007 года — народный депутат Украины VI созыва (избран по списку Партии регионов под № 33), председатель подкомитета по вопросам государственной политики в сфере бытовых отходов и металлолома комитета Верховной рады Украины по вопросам экономической политики.
На парламентских выборах 2012 года стал депутатом Верховной рады Украины VII созыва избран по одномандатному мажоритарному округу № 58 в Донецкой области (Мариуполь), баллотируясь от «Партии Регионов» и набрав 50,41 % голосов. Член комитета Верховной рады Украины по вопросам транспорта и связи.
На досрочных парламентских выборах 2014 года стал депутатом Верховной рады Украины VIII созыва, по списку Оппозиционного блока под № 5 в списке, на момент выборов — беспартийный. Председатель подкомитета по вопросам автомобильного транспорта комитета Верховной рады Украины по вопросам транспорта.
25 декабря 2018 года включён в санкционный список России.

## Семья
Жена — Белая Ирина Павловна, сыновья Александр (1998) и Арсений (2003), дочь Амелия (2011).

## Награды
- Орден «За заслуги» 3-й степени (1 мая 2011) — за весомый личный вклад в государственное строительство, многолетнюю законотворческую и общественно-политическую деятельность[2];
- Заслуженный работник промышленности Украины (15 июля 2003)[3];
- Юбилейная медаль «10 лет независимости Украины» (2001);
- Знак «Шахтёрская слава» 3-й степени (2002).